# PURELY×CATION
《PURELY×CATION》是AKABEiSOFT2旗下品牌hibiki works在2016年4月28日發售的戀愛冒險類型成人遊戲。是CATION系列的第五部作品。

## 故事簡介
因為父母工作的關係，男主角在高二的春天搬到朝濱市展開獨居生活。雖然交到了朋友且也習慣了生活環境，但男主角仍不滿足這種普通的生活，為了不虛度青春，男主角決定要談場戀愛。

## 登場角色
男主角
南陵學園的高二生，由於雙親工作的因素搬回小時候居住的朝濱市。
三波舞（聲：ヒマリ）
主角的同班同學，性格溫柔和善。家中經營和菓子「三波屋」，並經常在店裡幫忙。不擅長使用機械。
葵澄（聲：秋野花）
南陵學園一年級生，主角的學妹，有著冰山美人氣質，但其實個性笨拙，不擅長與人交際。喜歡看電影與動畫。
夏木洸（聲：御苑生芽衣）
南陵學園三年級生，主角的學姐，籃球社的主將。成績優秀、運動神經良好，對人也非常體貼善良。
綾瀨透華（聲：唯香）
主角學校新赴任的音樂老師，性格平易近人，因此很受學生歡迎。雖然沒有戀愛經驗，但經常接受女同學的戀愛諮詢並給予建議。

## 主題曲
片頭曲「 to Beat！」
作詞、作曲、編曲：西坂恭平，主唱：榊原由依
舞片尾曲「相合傘」
作詞、作曲、編曲：西坂恭平，主唱：三波舞
澄片尾曲
作詞、作曲、編曲：西坂恭平，主唱：葵澄怜（秋野花）
洸片尾曲
作詞、作曲、編曲：西坂恭平，主唱：夏木洸（御苑生メイ）
透華片尾曲「Affettuoso」
作詞、作曲、編曲：西坂恭平，主唱：綾瀨透華（唯香）

## 評價
《PURELY×CATION》在Getchu.com的2016年4月銷量榜上排名第6名、全年排名第30名。於「萌系遊戲大賞」2016年4月的月間賞獲得第9名。

## 外部連結
- PURELY×CATION遊戲官網（页面存档备份，存于）（日語）